# Proteuxoa serina
Proteuxoa serina là một loài bướm đêm trong họ Noctuidae.